# Bokassa
Bokassa — норвежская рок-группа, основанная в 2015 году.

## История
Группа основана в 2015 году в Тронхейме. В её состав вошли фронтмен и гитарист Йорн Карстад, бас-гитарист Борд Линга и барабанщик Олав Даукс. Группа исполняла смесь панк-рока и метала и стала известна благодаря своим энергичным концертным выступлениям. Дебютный мини-альбом War on Everything вышел в октябре 2015 года. В 2016 году группа опубликовала сингл Make Music Great Again, доступный на семидюймовом виниле. Наконец, в марте 2017 года вышел первый полноформатный альбом группы Divide & Conquer. Пластинка привлекла внимание металлического сообщества; в частности, во время одного из интервью барабанщик Metallica Ларс Ульрих назвал Bokassa своей любимой молодой группой.
В начале 2019 года Bokassa совместно со шведской группой Ghost выступали на разогреве у Metallica во время европейской части мирового турне, что привело к росту их популярности. В 2019 году трио выпустило второй альбом Crimson Riders, представлявший собой сочетание стоунер-метала и хардкор-панка, и отправилось в турне в его поддержку.

## Дискография
- 2017 — Divide & Conquer
- 2019 — Crimson Riders[англ.]